# St. George Village Botanical Garden
El Jardín botánico de St. George Village (en inglés: St. George Village Botanical Garden) es un palmetum, arboreto y jardín botánico, de 16 acres (8 hectáreas) de extensión, en Frederiksted en la parte suroeste de la isla de Saint Croix (Islas Vírgenes).
El "St. George Village Botanical Garden" está dedicado a la conservación y preservación tanto de las colecciones históricas existentes en sus terrenos ( tiene dos enlistados en el National Register of Historic Places por el poblado Taino y la hacienda azucarera danesa), como de las plantas vivas.
Es miembro del BGCI, de la American Public Gardens Association, Center for Plant Conservation y presenta trabajos para la Agenda Internacional para la Conservación en los Jardines Botánicos.
Su código de reconocimiento internacional como institución botánica (en el Botanical Gardens Conservation International BGCI), así como las siglas de su herbario es VISG.

## Localización
Se sitúa a unos 3 km de Frederiksted, ubicado sobre el emplazamiento de una antigua Saladoide y poblado Taino (que data de más de 2000 años) y una plantación de caña de azúcar danesa y el pueblo de los esclavos que trabajaban en ella. 
St. George Village Botanical Garden, 127 Estate St. George Frederiksted, Saint Croix island, VI 00840 United States Virgin Islands United States of America-Estados Unidos de América.
Planos y vistas satelitales.17°42′51″N 64°40′8″O / 17.71417, -64.66889
El jardín está abierto al público 364 días al año. Los programas de conservación se basan en esta colección.

## Historia
El "St. George Village Botanical Garden" es un jardín botánico de 16,5 ha que se cultiva entre los edificios restaurados y las ruinas de un ingenio azucarero de caña de azúcar de los siglos XVIII y XIX, que también se superpone a un asentamiento amerindio que data de c. 100.
La función de las colecciones del Jardín botánico que reúne más de 1000 variedades de plantas que nos demuestran el potencial hortícola de las Islas Vírgenes de los Estados Unidos, a la vez que destacar el valor histórico y cultural de las plantas como fuente de alimentos, medicinas, fibras, tintes y materiales de construcción en el Caribe.
El visitante puede disfrutar de una espectacular mezcla de historia y belleza natural con una gran variedad de áreas de jardines temáticos que figuran entre las estructuras históricas de la época de las plantaciones de caña de azúcar colonial. 
La propiedad aparece dos veces en el National Register of Historic Places tanto por el sitio arqueológico y el pueblo amerindio como por la hacienda colonial danesa de plantación de caña de azúcar.

## Colecciones
Los jardines de 16 hectáreas albergan la colección de plantas más completa de las existentes en las Islas Vírgenes. 
La misión del jardín es la conservación de las especies de plantas nativas de St. Croix, así como las especies amenazadas de otras islas del Caribe que se adapten a las condiciones ambientales locales. Además, el jardín conserva la historia etno-botánico de St. Croix, a través de exposiciones vivientes, gráficos y pantallas estructurales.
A través de sus jardines y colecciones, es un centro de educación para una mejor comprensión, no solo del patrimonio botánico de la isla, sino también del potencial hortícola para la jardinería contemporánea en las Islas Vírgenes.
Hay más de 1.500 variedades de plantas en el jardín, que se encuentran agrupadas en diferentes colecciones:
- Bromelias, contiene ambas especies tanto las epífitas como las terrestre, y se encuentra dentro de las ruinas estabilizadas de la fábrica de azúcar de la plantación. La colección muestra la diversidad de este grupo de plantas, de las formas de roseta que atrapan agua y nutrientes en sus "tazas" centrales o las tillandsias con sus hojas alargadas que contienen pequeños pelos, que atrapan y absorben el agua de la humedad en el aire.
- Cactus y Suculentas, creciendo dentro de las ruinas de una fábrica de azúcar del siglo XIX, contienen tanto especies nativas como exóticas, así como alguna rara en peligro de extinción. Se centra en las especies de Cuba y Trinidad y Tobago, con énfasis en América Central y las Grandes Antillas.

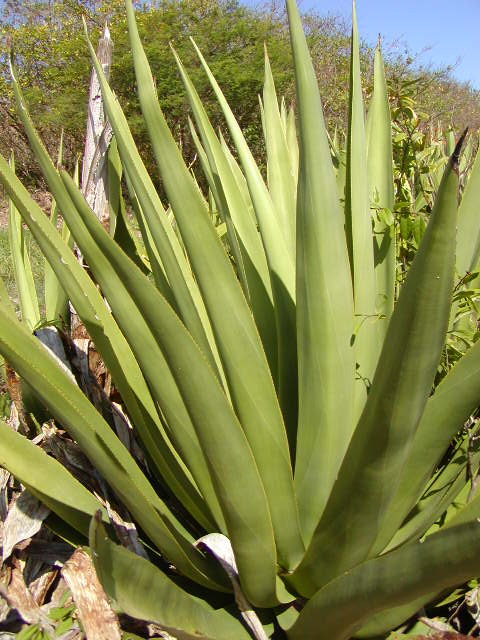
Agave eggersiana especie endémica de St. Croix y en peligro.

- Jardín de la Conservación, es una de las colecciones más recientes del jardín botánico y contiene especies raras y en peligro de extinción de las Islas Vírgenes y Puerto Rico.

La señalización y el etiquetado en toda la zona representa la necesidad de conservación de estas especies, así como las razones de su posible extinción. "St. George Village" es miembro afiliado del Center for Plant Conservation (Centro de Conservación de Plantas), la única organización nacional dedicada exclusivamente a la prevención de la extinción de la flora amenazada de América. El jardín refleja esta preocupación en su declaración de la misión, exponiendo las plantas a los visitantes y en el seguimiento de su cultivo. Entre estas especies se encuentra el Agave eggersiana especie endémica de la isla de St. Croix.
- Palmetum de especies de climas secos, debido a que St. Croix es una isla tropical en lugar seco, el Palmetum del Jardín Botánico, con más de 65 especies, se especializa en el cultivo de las palmas que crecen en seco de las regiones del Caribe y adyacentes de América Central y del Sur.
- Selva exótica, debido a que St. Croix es una isla tropical en lugar seco, esta área contiene las plantas que no se ven a nivel local en las asociaciones naturales. La selva es la única área del jardín que se riega diariamente. Aquí nos encontramos anthurium, heliconias, bromelias, jengibres, orquídeas, Araceae, y Hedychium coronarium.
- Jardines de la herencia, estos jardines del Patrimonio son colecciones de plantas que se han utilizado históricamente en el Caribe para satisfacer las necesidades humanas básicas. Aquí hay varios apartados tal como; El jardín de hierbas medicinales; El jardín de los tintes; El Huerto de las Antillas; Frutales tradicionales de los huertos de las Indias Occidentales; El jardín de las especias; Los árboles de importancia histórica; El jardín de la paja y el tejido; Un jardín típico antillano de mezcla de flores; El jardín de las cañas de azúcar.
- Arboreto de nativas, aunque gran parte de St. Croix ahora está cubierta de árboles que fueron introducidos y se han naturalizado, esta zona del jardín, que contiene aproximadamente 50 especies, está dedicada a los árboles que se consideran "nativos" de acuerdo a los registros botánicos más antiguos. Así  Ceiba pentandra, Tecoma stans, Hura crepitans. Contiene muchos ejemplos de árboles que han tenido un valor comercial o económico y se han cosechado hasta casi su extinción en la isla. El objetivo final del Arboretum es proporcionar material de propagación para la reintroducción de estas especies nativas en el medio natural.
- Orquídeas, la colección de orquídeas St. George incluye 60 especies y cientos de orquídeas híbridas. Los visitantes pueden disfrutar de una exhibición durante todo el año de los especímenes en flor en la "Marmaduke Orchid House". También muchas de ellas se pueden encontrar prosperando en los árboles a través de los jardines, incluyendo ejemplos de especies nativas de St. Croix. Los ejemplares que están en floración se agrupan en la "Orchid House Marmaduke", que era una casa de campo después de la emancipación de los trabajadores.
- Helechos ornamentales, los visitantes pueden ver muchos ejemplos de la variedad de esta familia vegetal, incluidas las formas variadas, escalada y epífitas, todo dentro de un ambiente fresco, húmedo, y natural.
- Sansevieria, el jardín de la Sansevieria se planta alrededor de la cisterna de la melaza en la fábrica de azúcar del siglo XIX. La cisterna de la melaza se ha convertido en una fuente y piscina. También conocido como el cáñamo o la cuerda-serpiente vegetal, este género de plantas herbáceas perennes suculentas, que comprende alrededor de 54 taxones en la familia de las liliáceas, es originaria de África y la India. Las condiciones secas imperantes en St. Croix proporcionan un excelente hábitat para este género y de la colección de jardín contiene formas arborescentes, en forma de abanico, y las formas cilíndricas.
- La Colección histórica, incluye artefactos que van desde época precolombina a través de la época colonial de las plantaciones.
- Biblioteca, se encuentra actualmente ubicada en la casa de los trabajadores de la post-emancipación, que fue restaurada en la década de 1980, y consta de aproximadamente 500 volúmenes. Aunque pequeña, la biblioteca contiene materiales de referencia especializados que cubren la flora y la historia del Caribe. Los volúmenes de la Biblioteca General de interés están a disposición de los miembros, con cita previa.
- El Herbario del "St. George Village Botanical Garden" es una colección de más de 5.000 especímenes de plantas desecados y prensados que representan alrededor del 80% de las especies de plantas que se sabe que crecen en las Islas Vírgenes de los Estados Unidos. Estas muestras son ejemplos físicos de las plantas que se recogieron en un lugar y hora documentado. Hay ejemplos de las muestras que se han recogido durante los últimos 50 años, que ya no se encuentran creciendo en determinados sitios, pero el ejemplar de herbario permanece como prueba de que existió en un tiempo y lugar determinado.